# 大南湖乡
大南湖乡，是中华人民共和国湖南省常德市汉寿县下辖的一个乡镇级行政单位。

## 行政区划
大南湖乡下辖以下地区：
永红社区、官兴障村、金盆岭村、东向湖村、水果山村、武竺山村、百引障村、蒋家山村、窑嘴村、张家洲村、将军潭村和偏山村。